# Herz Jesu-Lied (Bruckner)
Herz Jesu-Lied, WAB 144 ist die zweite von zwei Motetten aus der Florianer-Periode von Anton Bruckner, deren Urheberschaft ungewiss ist. Wenn Bruckner der Komponist war, wurde es vermutlich in den Jahren 1845–1846 komponiert.

## Geschichte
Wenn Bruckner der Komponist war, komponierte er die Motette 1845/46 während seines Aufenthalts im Stift St. Florian. Der Text ist eine Hymne an das Heiligste Herz Jesu.
Die Motette wurde erstmals in Band II/2, S. 11–12 der Göllerich/Auer-Biographie veröffentlicht. Das Werk ist in Band XXI/11 der Gesamtausgabe eingeordnet.

## Text
Aus allen Herzen Eines,

stillt aller Herzen Leid,

aus allen Herzen Eines

ist aller Herzen Freud.

Das Herz im Sakramente,

dies Herz in Fleisch und Blut,

dies Gottes Herz, ach kennte

die Welt dies höchste Gut!

## Musik
Das 24-taktige Werk in B-Dur, das für gemischten Chor und Orgel besetzt ist, enthält zwei kurze Passagen für Tenor- und Bass-Solisten und Sopran-Solist und endet mit einem Orgel-Nachspiel.

## Diskografie
Es gibt nur zwei Aufnahmen:
- Dan-Olof Stenlund, Malmö Kammarkör: Bruckner: Ausgewählte Werke – CD: Malmö Kammarkör MKKCD 051, 2004
- Thomas Kerbl, Chorvereinigung Bruckner 2011: Anton Bruckner: Lieder / Magnificat – CD: LIVA 046, 2011